# ドパスチン
ドパスチン(Dopastin)は、シュードモナス属のNo. BAC-125が産生する化合物である。1972年に単離、同定された。ドーパミン-β-モノオキシゲナーゼの阻害剤である。
ドパスチンは、L-バリノールから合成できる。